# Ковалиська сільська рада
Ковали́ська сільська́ ра́да — адміністративно-територіальна одиниця та орган місцевого самоврядування у Смілянському районі Черкаської області. Адміністративний центр — село Ковалиха.

## Загальні відомості
- Населення ради: 823 особи (станом на 2001 рік)

## Населені пункти
Сільській раді були підпорядковані населені пункти:
- с. Ковалиха

## Склад ради
Рада складалася з 12 депутатів та голови.
- Голова ради:
- Секретар ради: Бевз Олена Анатоліївна

### Керівний склад попередніх скликань
| Прізвище, ім'я, по батькові   | Основні відомості                                                                     | Дата обрання | Дата звільнення |
| ----------------------------- | ------------------------------------------------------------------------------------- | ------------ | --------------- |
| Поделяка Володимир Сергійович | Сільський голова, 1948 року народження, член Всеукраїнського об'єднання «Батьківщина» | 26.03.2006   | 31.10.2010      |

Примітка: таблиця складена за даними сайту Верховної Ради України

### Депутати
За результатами місцевих виборів 2010 року депутатами ради стали:

#### За суб'єктами висування
| Суб'єкт висування | Кількість обраних депутатів | %   |
| ----------------- | --------------------------- | --- |
| Самовисування     | 15                          | 100 |

#### За округами
| № округу | Прізвище, ім'я, по батькові    | Дата визнання обраним | Освіта             | Партійна приналежність | Відомості про обраного депутата              |
| -------- | ------------------------------ | --------------------- | ------------------ | ---------------------- | -------------------------------------------- |
| 1        | Соловей Ніна Василівна         | 01.11.2010            | середня спеціальна | позапартійна           | ДНЗ, завідувач                               |
| 2        | Танцюра Софія Іванівна         | 01.11.2010            | вища               | позапартійна           | Ковалиська сільська рада, головний бухгалтер |
| 3        | Гирник Володимир Олександрович | 01.11.2010            | середня            | позапартійний          | тимчасово не працює                          |
| 4        | Микитенко Олексій Миколайович  | 01.11.2010            | вища               | позапартійний          | ЧОПЛ № 1, медбрат                            |
| 5        | Бевз Олена Анатоліївна         | 01.11.2010            | середня            | позапартійна           | тимчасово не працює                          |
| 6        | Андрєєв Павло Васильович       | 01.11.2010            | середня спеціальна | позапартійний          | СБК, директор                                |
| 7        | Глущенко Віталій Володимирович | 01.11.2010            | вища               | позапартійний          | СТОВ «Перемога», обліковець                  |
| 8        | Коломієць Валентина Петрівна   | 01.11.2010            | середня            | позапартійна           | загальноосвітня школа, прибиральниця         |
| 9        | Бобік Анатолій Миколайович     | 21.03.2011            | середня спеціальна | позапартійний          | тимчасово не працює                          |
| 10       | Дмитренко Анатолій Іванович    | 01.11.2010            | середня            | позапартійний          | СТОВ «Перемога», водій                       |
| 11       | Танцюра Олексій Андрійович     | 01.11.2010            | середня спеціальна | позапартійний          | тимчасово не працює                          |
| 12       | Городиський Іван Васильович    | 01.11.2010            | середня            | позапартійний          | тимчасово не працює                          |
| 13       | Огіренко Наталія Василівна     | 01.11.2010            | вища               | позапартійна           | СТОВ «Перемога», секретар                    |
| 14       | Танцюра Валентина Борисівна    | 01.11.2010            | середня            | позапартійна           | Ковалиська сільська рада, касир              |
| 15       | Коломієць Марина Леонідівна    | 01.11.2010            | середня спеціальна | позапартійна           | загальноосвітня школа, вчитель               |